# Speed River
Speed River är en flod som flyter genom Wellington County och Regional Municipality of Waterloo i sydvästra Ontario, Kanada.
Från källan i närheten av Orton flyter den söderut genom Guelph där den flyter samman med Eramosa River, fortsätter genom Hespeler och Preston för att mynna i Grand River i nordvästra Cambridge.
Det finns flera fiskarter i floden, som bäckröding, svartabborre, buffelfisk, öringabborre, gädda, ameiurus och karp.